# Električna jegulja
Električna jegulja (Electrophorus electricus) je riba koja pripada porodici Gymnotidae iz reda Gymnotiformes ,a ne jeguljama (red Anguilliformes) kako ime govori. To je južnoamerička električna riba. Do otkrića dve dodatne vrste 2019. godine, rod je klasifikovan kao monotipski, pri čemu je ova vrsta bila jedina u rodu. Uprkos imenu, to nije jegulja, već pripadnik reda Gymnotiformes. Smatra se slatkovodnim teleostom koji sadrži elektrogeno tkivo koje proizvodi električna pražnjenja.

## Taksonomska istorija
Ova vrsta je toliko neobična da je nekoliko puta reklasifikovana. Kada ju je Karl Line prvobitno opisao 1766. godine, koristio je naziv Gymnotus electricus, svrstavajući je u isti rod kao Gymnotus carapo (trakasta nožasta riba) koju je opisao nekoliko godina ranije. Tek oko vek kasnije, 1864. godine, Teodor Gil je električnu jegulju preselio u sopstveni rod Electrophorus.
U septembru 2019, K. David de Santana i dr. su objavili rad koji snažno sugeriše podelu roda na tri vrste na osnovu DNK divergencije, ekologije i staništa, anatomije i fiziologije i električne sposobnosti: E. electricus, E. voltai sp. nov., i E. varii sp. nov.  Studija je pokazala da je E. electricus sestrinska vrsta E. voltai, pri čemu su se obe vrste razlikovale tokom pliocena.

## Anatomija
Električna jegulja ima dugačko, cilindrično, zmijoliko telo sivo-smeđe boje, ponekad prošarano crvenom na donjem delu trupa. Nema krljušt, već joj je telo pokriveno debelom kožom i sluzi koja joj služi kao zaštita. Ima malu tupu glavu s velikim ustima, na koju se nastavlja do 2,75 metra dugačko tijelo, težine do 22 kg. Rep električne jegulje čini oko četiri petine njene ukupne dužine, na njemu se s donje strane nalaze njena jedina peraja, kojima se kreće. Ima slabo razvijene oči, i pretežno je noćna životinja. 
Električne jegulje razvile su svoju sposobnost da strujom omame plen iz potrebe da zaštite svoja osetljiva usta od ozleda oštrih kostiju koje brojne tropske ribe imaju. Omamljeni plen je nepokretan dovoljno dugo da ga ona proguta, bez žvakanja direktno u želudac. Ponekad se električna jegulja uopšte ne zamara da strujom omami plen, već ga munjevito zgrabi i počne gutati, pre nego što je on u stanju reagovati. Rep električne jegulje je onaj dio tela u kom ona ima električne organe. Oni su se razvili iz mišićnog tkiva povezanih brojnim živcima sa kičmom. Oni mogu proizvesti napon od 300-650 volti, a to je dovoljno snažno da omami čak i ljude. Te organe one koriste i kao pomoć pri navigaciji i komuniciranju s drugim električnim jeguljama. 
Električna jegulja je lenjo stvorenje koja voli spore rečne tokove, gde izlazi na površinu svakih nekoliko minuta da ustima udahne vazduh. Usta električne jegulje bogata su krvnim žilama koje im omogućuju korišćenje usta kao pluća. Gotovo suvišne škrge koriste samo da uklone ugljen-dioksid iz krvi, a ne za kiseonik. Kao obavezni disač vazduha, E. electricus mora da se podigne na površinu svakih desetak minuta da bi udahnula pre nego što se vrati na dno. Skoro osamdeset posto kiseonika koji ove ribe koriste dobija se na ovaj način.
Električna jegulja pored riba jede i voće koje padne u vodu, pa na taj način služi kao pomagač u širenju semena, ali i kao čistač prašumskog ekosistema.

## Rasprostranjenost
Električna jegulja je slatkovodna riba, koja živi u mirnim delovima rečnih tokova siromašnim kiseonikom, muljevitog dna, na severoistoku Južne Amerike od Brazila, Venecuele, Kolumbije sve do Gvajane. Električna jegulja je jedna od glavnih grabljivica u tropskim kišnim šumama, gde čini više od 70% ukupne populacije riba. 

## Fiziologija
E. electricus i druge električne jegulje imaju tri para trbušnih organa koji proizvode električnu energiju: glavni organ, Hanterov organ i Saksov organ. Ovi organi čine četiri petine njenog tela i daju električnoj jegulji mogućnost da generiše dva tipa električnih pražnjenja organa: niskog napona i visokog napona. Ovi organi su napravljeni od elektrocita, poređanih tako da struja jona može da teče kroz njih i složeni tako da svaki od njih povećava razliku potencijala.. Tri električna organa su razvijena iz mišića i pokazuju nekoliko biohemijskih svojstava i morfoloških karakteristika mišićne sarkoleme; nalaze se simetrično duž obe strane jegulje.
Kada jegulja pronađe svoj plen, mozak šalje signal kroz nervni sistem do elektrocita. Ovo otvara jonske kanale, omogućavajući natrijum da teče kroz njih, obrćući polaritet na trenutak. Izazivajući iznenadnu razliku u električnom potencijalu, on generiše električnu struju na način sličan bateriji, u kojoj svaka naslagana ploča proizvodi razliku električnog potencijala. Električne jegulje su takođe sposobne da kontrolišu nervni sistem svog plena svojim električnim sposobnostima; kontrolišući nervni sistem i mišiće svoje žrtve putem električnih impulsa, one mogu sprečiti plen da pobegne ili ga prisiliti da se pomeri kako bi mogli da lociraju njegovu poziciju.
Električne jegulje koriste električnu energiju na više načina. Niski naponi se koriste za detekciju okolnog okruženja. Visoki naponi se koriste za otkrivanje plena i, odvojeno, njihovo omamljivanje, u kom trenutku električna jegulja primenjuje ugriz usisavanja-hranjenja.
Saksov organ je povezan sa elektrolokacijom. Unutar organa nalaze se mnoge ćelije nalik mišićima, koje se nazivaju elektrociti. Svaka ćelija može proizvesti samo 0,15 V, iako organ može prenijeti signal od skoro 10 V ukupne amplitude na frekvenciji od oko 25 Hz. Ove signale emituje glavni organ; Hanterov organ može da emituje signale stopom od nekoliko stotina herca.
Postoji nekoliko fizioloških razlika između tri električna organa, što im omogućava da imaju veoma različite funkcije. Glavni električni organ i jakonaponski deo Hanterovog organa su bogati kalmodulinom, proteinom koji je uključen u proizvodnju visokog napona. Pored toga, ova tri organa imaju različite količine Na+/K+-ATPaze, koja je Na+/K+ jonska pumpa i kao takva ključna u formiranju napona. Glavni i Hanterov organ imaju visoku ekspresiju ovog proteina, što im daje visoku osetljivost na promene u koncentraciji jona, dok Saksov organ ima nisku ekspresiju ovog proteina.
Tipičan učinak je dovoljan da omami ili odvrati praktično svaku životinju. Jegulje mogu da variraju intenzitet električnog pražnjenja, koristeći niže pražnjenja za lov i veće intenzitete za omamljivanje plena ili odbranu. Oni takođe mogu da koncentrišu pražnjenje tako što će se savijati i uspostaviti kontakt na dve tačke duž tela. Kada su uznemirene, mogu proizvesti ove povremene električne udare tokom najmanje sat vremena bez umora.
E. electricus takođe poseduje gomoljaste receptore osetljive na visoke frekvencije, koji su raspoređeni u mrljama po telu. Ova karakteristika je očigledno korisna za lov na druge Gymnotiformes. E. electricus je korišćena kao model u proučavanju bioelektrogeneze. Vrsta je od izvesnog interesa za istraživače, koji koriste njenu acetilholinesterazu i adenozin trifosfat.

## Literatura
- Catania K (децембар 2014). „The shocking predatory strike of the electric eel”. Science. New York, N.Y. 346 (6214): 1231—4. Bibcode:2014Sci...346.1231C. PMID 25477462. S2CID 14371418. doi:10.1126/science.1260807.
- Catania KC (јун 2016). „Leaping eels electrify threats, supporting Humboldt's account of a battle with horses”. Proceedings of the National Academy of Sciences of the United States of America. 113 (25): 6979—84. PMC 4922196 . PMID 27274074. doi:10.1073/pnas.1604009113 .
- Catania KC (септембар 2017). „Power Transfer to a Human during an Electric Eel's Shocking Leap”. Current Biology. 27 (18): 2887—2891.e2. PMID 28918950. doi:10.1016/j.cub.2017.08.034 .
- Finger S (2010). „Dr. Alexander Garden, a Linnaean in colonial America, and the saga of five "electric eels"”. Perspectives in Biology and Medicine. 53 (3): 388—406. PMID 20639607. S2CID 8544900. doi:10.1353/pbm.0.0163.
- Gervais R (2017). „Phenomenological Understanding and Electric Eels”. Theoria. 32 (3): 293—302. doi:10.1387/theoria.17294 .
- Traeger LL, Sabat G, Barrett-Wilt GA, Wells GB, Sussman MR (јул 2017). „A tail of two voltages: Proteomic comparison of the three electric organs of the electric eel”. Science Advances. 3 (7): e1700523. Bibcode:2017SciA....3E0523T. PMC 5498108 . PMID 28695212. doi:10.1126/sciadv.1700523.

## Spoljašnje veze
- 1954 educational film about the electric eel from the Moody Institute of Science